# Jan Hubert Visschers
Johannes Hubertus (Jan Hubert) Visschers (Ulestraten, 5 maart 1886 – 7 september 1973) was een Nederlands politicus. 
Hij werd geboren als zoon van Jan Pieter Visschers (1856-1937) en Maria Petronella Pinckaers (1853-1923). Zijn vader was van 1894 tot 1930 burgemeester van Ulestraten. Zelf werd hij in 1913 de gemeentesecretaris van Meerssen en in 1924 volgde daar zijn benoeming tot burgemeester. Hij zou die functie blijven vervullen tot zijn pensionering in 1951. Visschers overleed in 1973 op 87-jarige leeftijd. 
Zijn broer J.H.J. Visschers was burgemeester van Spaubeek. 